# Dominick Pezzulo
Dominick A. Pezzulo (Itália, 15 de agosto de 1965 - Nova York, 11 de setembro de 2001) foi um Policial do Departamento de Autoridade Portuária (PAPD) que morreu nos ataques terroristas de 11 de setembro de 2001. Suas últimas horas foram retratados no filme de Oliver Stone sobre o World Trade Center.

## Início da Vida
Era casado com Jeanette Pezzulo, que conheceu na Herbert H. Lehman High School, no Bronx.  Embora já se conhecesse a bastante tempo por morarem no mesmo bairro e frequentarem a mesma escola, só começaram a namorar após ambos terminarem o ensino médio. Eles tiveram dois filhos: Gianna Victória e Dominick Pezzulo Jr.
Pezzulo também foi professor de mecânica de automóveis, matemática e informática na Herbert Lehman High School.  Após sete anos como professor, Pezzulo tornou-se um agente da polícia da Autoridade Portuária.  Ele estava baseado no Terminal rodoviário.
Pezzulo estava em seu novo emprego apenas 13 meses quando recebeu o telefonema urgente na manhã do dia 11 de setembro de 2001.  Ele e outros oficiais foram em  um ônibus o para o local  do World Trade Center.

## Ataques de 11 de Setembro de 2001
Na manhã de 11 de setembro, ele foi voluntário na equipe do sargento John McLoughlin  para ajudar nos esforços de  resgate do  World Trade Center, juntamente com os agentes Will Jimeno, Chris Amoroso e Antonio Rodrigues. Após um breve reconhecimento do local, a Torre Sul desabou apenas 56 minutos após ser atingido pelo avião da United Airlines Flight 175.

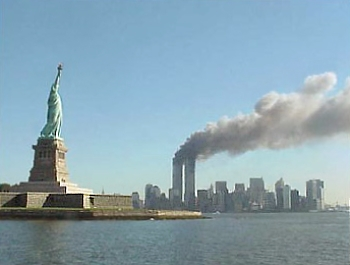
O World Trade Center em chamas, após o impacto do United Airlines Flight 175 à Torre Sul (direita), e após o American Airlines Flight 11 ter atingido a Torre Norte (esquerda).

A torre sul com 110 andares chegou ao Ground Zero (Marco Zero) em apenas dez segundos, a equipe de  McLoughlin correu para o poço do elevador para se protegerem dos escombros.  Depois de alguns minutos após o desabamento, McLoughlin gritou o nome de cada um dos homens que estavam em sua equipe, e percebeu que somente Pezzulo, ele e Jimeno haviam sobrevivido ao colapso da torre sul. Jimeno falou para McLoughlin que os policiais Amoroso e Rodrigues que também faziam parte da equipe, foram incapazes de alcançar o elevador a tempo e faleceram. McLoughlin respondeu falando que eles estavam em um lugar melhor do que eles naquele momento estavam.
Enquanto McLoughlin e Jimeno ainda estavam presos, Pezzulo foi o único que conseguiu se livrar dos detritos e levantar, logo em seguida tentou ajudar Jimeno a se livrar de um enorme bloco que estava sobre ele, o que não conseguiu, apesar de muitas tentativas. Enquanto isso, um pouco mais longe, McLoughlin estava preso em condições mais graves de que as de Jimeno, mais ou menos 7 metros abaixo deles.
Dominick Pezzulo teve uma chance de escapar do local dos escombros, mas permaneceu no local para tentar ajudar os companheiros. Dominick tentava desesperadamente ajudar Jimeno a se livrar dos escombros quando a  Torre Norte desabou, causando mais entulho, concreto, aço e cinza. Pezzulo foi gravemente ferido pelos escombros gerados pelo colapso da torre norte.
Em um último ato heróico para alertar os socorristas do seu paradeiro, Dominick sacou seu revólver para cima e disparou um único tiro para o alto, antes de morrer por consequência dos ferimentos causados pelo enorme bloco de concreto que prendia seu corpo.
Há uma cena no filme World Trade Center, em que um tempo depois da morte de Pezzulo, há mais um escombro, fazendo com que uma pedra caia em cima da arma dele. A arma então começa a atirar e por pouco não atinge Will, que começa a gritar avisando McLoughin sobre a mesma. Ela só para de atirar quando a munição acaba.
Dominick Pezzulo tinha apenas 36 anos quando ele morreu. Ele deixou na época o filho de 7 anos e a filha de 4 anos de idade.
Apesar de Will ter tentado encorajar o amigo, Pezzulo avisou que estava morrendo e suas últimas palavras foram: "Willy, don't forget I died trying to save you guys" (Willy, não se esqueça que eu morri tentando salvá-los), em seguida seu corpo se amoleceu.

## World Trade Center (filme)
No filme World Trade Center de Oliver Stone, Pezzulo foi interpretado por Jay Hernandez. O filme foi tanto um sucesso de bilheteria e crítica.

## Homenagens
No dia 17 de setembro de 2009, o triângulo de trânsito, localizado em frente da Lehman High School recebeu seu nome.